# William Shomali

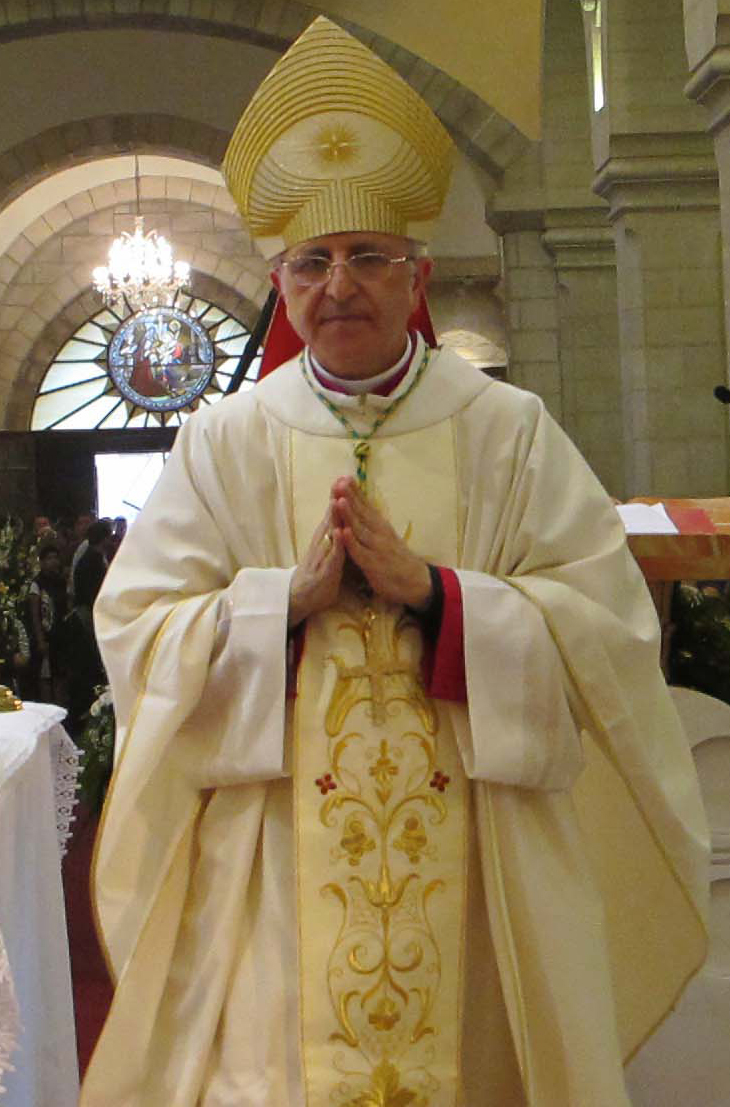
William Shomali

Wappen von William Shomali

William Hanna Shomali (* 15. Mai 1950 in Bait Sahur, Westjordanland) ist ein jordanischer Geistlicher, römisch-katholischer Theologe und Weihbischof des Lateinischen Patriarchates von Jerusalem. Seit 2021 ist er Generalvikar im Lateinischen Patriarchat und Patriarchalvikar für Jerusalem und Palästina.

## Leben
William Hanna Shomali trat 1961 in das Kleine Seminar von Beit Jala ein, später in das Priesterseminar von Beit Jala. Nach seinem Studienabschluss in Philosophie and Theologie empfing er am 24. Juni 1972 die Priesterweihe. Er war anschließend Kaplan in Zarqa, Jordanien und Pfarrer in Shatana, Jordanien. 1980 schloss er ein Aufbaustudium in Englischer Literatur an der Yarmuk-Universität ab und war Dozent, später Direktor des Kleinen Seminars von Beit Jala. 1989 absolvierte er ein Doktoratsstudium der Liturgiewissenschaften am Päpstlichen Athenaeum Sant’Anselmo in Rom und war als Professor für Liturgie, Vize-Rektor sowie Studiendekan an der Fakultät für Philosophie und Theologie des Großen Seminars von Beit Jala tätig.
1998 wurde er General-Administrator und Ökonom des Lateinischen Patriarchates von Jerusalem. 2005 wurde Shomali zum Rektor des Lateinischen Patriarchats-Seminars von Beit Jala ernannt. 2009 erfolgte die Ernennung zum Kanzler des Lateinischen Patriarchats von Jerusalem.
Papst Benedikt XVI. ernannte William Hanna Shomali am 31. März 2010 zum Titularbischof von Lydda und bestellte ihn in Nachfolge von Kamal Bathish zum Weihbischof im Lateinischen Patriarchat von Jerusalem. Er war zuerst als Patriarchalvikar für Israel, die Palästinensergebiete, Jordanien und Zypern zuständig. Die Bischofsweihe spendete ihm am 27. Mai desselben Jahres der Lateinische Patriarch von Jerusalem, Fouad Twal, in Bethlehem; Mitkonsekratoren waren die beiden Weihbischöfe im Lateinischen Patriarchat von Jerusalem, Salim Sayegh und Giacinto-Boulos Marcuzzo.
Erzbischof Pierbattista Pizzaballa OFM ernannte Bischof Shomali am 8. Februar 2017 als Nachfolger von Erzbischof Maroun Lahham zum Patriarchalvikar für Jordanien. Am 8. Juli 2020 berief ihn Papst Franziskus zum Mitglied des Päpstlichen Rates für den Interreligiösen Dialog.
Der lateinische Patriarch von Jerusalem, Pierbattista Pizzaballa OFM, ernannte Schomali am 2. Juli 2021 zum Generalvikar im Lateinischen Patriarchat sowie Patriarchalvikar für Jerusalem und Palästina.

## Schriften
- Les instances de dialogue œcuménique et interreligieux. In: Joël-Benoît d'Onorio (Hg.): Géopolitique et religions au Proche-Orient. Salvator, Paris 2011, ISBN 978-2-7067-0853-4, S. 215–228.